# Alexandre Gonçalves Pinto
Alexandre Gonçalves Pinto (Rio de Janeiro, 1870 - Rio de Janeiro, 1950), também conhecido como O Animal, foi um carteiro, violonista, cantor e cavaquinista de música popular brasileira. Conviveu com os músicos de choro do final do século XIX e do início do século XX, com quem animava bailes e festas familiares. No final da vida, escreveu um livro de memórias que registrou seus colegas de música e que é, hoje, um dos únicos documentos que trazem informações sobre os chorões do período.

## Biografia
Em  1936, Alexandre escreveu o livro "O choro: reminiscências dos chorões antigos", que atualmente é registro-chave do cenário musical relacionado ao choro no início do século XX, por trazer informações biográficas de centenas de músicos populares cariocas e os respectivos instrumentos, incluindo todos os artistas do choro que atuaram desde 1870 até o ano de lançamento do livro. Nas palavras do próprio autor, na página de rosto de sua obra:
"Contendo: O perfil de todos os chorões da velha guarda, e grande parte dos chorões d’agora, factos e costumes dos antigos pagodes, este livro faz reviver grandes artistas musicistas que estavam no esquecimento."

Quando do seu lançamento, a publicação não teve repercussão. Contudo, em 1978, após ser relançada pela Funarte, tornou-se uma das principais fontes de pesquisa da área.

"Não fosse ele e nada saberíamos hoje da existência de dezenas e dezenas de chorões que ressurgem para todos nós, precisamente graças à pena canhestra de Gonçalves Pinto." (Ary Vasconcelos)